# Ponto cego

Diagrama do olho humano. "13" aponta o disco óptico (retina), e em "14" tem-se o nervo óptico, ambos em vermelho. No entroncamento do nervo óptico com o disco óptico não há fotorreceptores. "1" aponta o cristalino e em "12" tem-se a fóvea.

Um ponto cego, também conhecido como escotoma, é uma pequena área da retina que não contém receptores de luz. Corresponde à porção da retina onde se insere o nervo ótico, que transmite os estímulos nervosos da camada plexiforme interna ao córtex cerebral.
Em particular, a estrutura do olho humano impõe ao campo de visão um ponto cego natural conhecido como mancha cega, ponto cego fisiológico ou punctum caecum. Este, é amplamente relatado na literatura médica e tem sua origem atrelada à falta de células fotorreceptoras na superfície da retina, em região onde o nervo óptico penetra o olho, na porção posterior do órgão. Uma vez que não existem células sensíveis para detectar a luz nessa região do disco óptico, a parte da imagem projetada  pelo cristalino (lente do olho) sobre tal região não é reconhecida pelo sistema nervoso, logo, não é processada como informação no encéfalo. Contudo, o ponto cego normalmente não é conscientemente percebido. Durante o processamento da imagem, o cérebro preenche esse ponto com informações sobre imagens ao redor e com informações registradas pelo outro olho, e a imagem conscientemente formada mostra-se isenta das umbras ou penumbras correspondentes. .
A retina do olho humano é composta por dez camadas de células distintas, das quais três são responsáveis pela transdução da visão: as células ganglionares, as células amácrinas e bipolares, e por fim as células fotossensíveis (cones e os bastonetes). Há ainda, na segunda camada, as chamadas células horizontais. Os impulsos nervosos gerados pelos cones e bastonetes na terceira camada (a posterior) são transmitidos às células das camadas anteriores e destas, através de um feixe de axônios aglomerados na superfície da retina, à região do ponto cego e então para o nervo óptico. Guiadas pelo nervo óptico, os impulsos são então levados, após atravessarem o quiasma óptico, ao córtex visual primário - região do córtex cerebral situada na porção mais posterior do encéfalo. Em virtude da estrutura configurada, a fim de ser percebida pelos fotoreceptores, a luz deve primeiro atravessar o feixe de axônios e as duas primeiras camadas da retina. A convergência e adensamento de fibras nervosas à região do nervo óptico feita pela superfície da retina bem como a própria presença do nervo dão origem ao ponto cego . Apesar de praticamente todos os vertebrados possuírem estrutura ocular semelhante e por conseguinte também o ponto cego, não são todos os animais que o possuem. Nos olhos de cefalópodes a exemplo, que são apenas aparentemente similares, a camada com células nervosas é posterior à camada de fotoreceptores. Neste caso o feixe de axônios se aproxima dos fotoreceptores pelo fundo e não pela superfície da retina; que pode assim acomodar sem maiores problemas, inclusive na região de entroncamento com o nervo óptico, fotorreceptores ao longo de toda a sua superfície.
A primeira observação documentada da existência do ponto cego foi realizada por Edme Mariotte, na França, por volta de 1660. Nessa época acreditava-se que o ponto em que o nervo óptico entrava no olho deveria ser a parte mais sensível da retina; no entanto, a descoberta de Mariotte desautorizou essa teoria . A região do olho humano mais sensível à luz corresponde à sua região central, e recebe o nome de fóvea.
| Demonstração do ponto cego | Demonstração do ponto cego | Demonstração do ponto cego | Demonstração do ponto cego | Demonstração do ponto cego |  |
| --- | -------------------------- | -------------------------- | -------------------------- | -------------------------- |  |
| |                            |                            |                            |                            |  |
| A | O                          |                            | X                          |                            |  |
| |                            |                            |                            |                            |  |
| Instruções: com a sua face bem próxima à tela, cubra o olho direito e focalize o olho esquerdo, mediante linha de visada frontal, no X. Agora, lenta e gradualmente, afaste a cabeça da tela, visando sempre o X mas percebendo em visão periférica, sempre de forma consciente, o "O" e o "A". Haverá uma posição em que o O vai desaparecer enquanto o A, que está mais afastado à esquerda, continuará visível. Caso você continue a se afastar ou volte a se aproximar, o "O" vai reaparecer. Observações: - Você pode precisar ajustar a janela do seu navegador a um tamanho adequado se a sua tela for grande ou de alta resolução. - Perceba que você não vê o "O" mas também não vê um "buraco" no lugar do O quando a imagem desse forma-se sobre o ponto cego. Você vê no lugar um fundo cinza uniforme. O "buraco" é literalmente preenchido pelo seu cérebro. - Tenha certeza de que não há brilho excessivo na sua tela, uma vez que isso pode obscurecer a sua visão, ou mesmo prejudicar o olho.) |                            |                            |                            |                            |  |